# Olgierd Jagiełło
Olgierd Jagiełło (ur. 1947 w Warszawie) – polski architekt.

## Życiorys
W 1971 ukończył studia na Wydziale Architektury Politechniki Warszawskiej, a w 1979 został absolwentem Akademii Sztuk Pięknych w Warszawie. W latach 1974–79 i 1984–85 był pracownikiem na Wydziale Architektury Politechniki Warszawskiej. W latach 1984–88 prowadził wspólnie z Jerzym Szczepanikiem-Dzikowskim pracownię autorską w ramach Spółdzielni Pracy Twórczej Architektów i Artystów Plastyków ESPEA. Od 1988 jego działalność architektoniczna ściśle związana jest z pracownią JEMS Architekci, którą założył razem z Jerzym Szczepanikiem-Dzikowskim i Maciejem Miłobędzkim. Laureat Honorowej Nagrody SARP w 2002.